# Mohamed Said (atleta)
Mohamed Said es un deportista egipcio que compitió en atletismo adaptado. Ganó una medalla de plata en los Juegos Paralímpicos de Barcelona 1992, en la prueba de lanzamiento de jabalina (clase THW7).

## Palmarés internacional
| Juegos Paralímpicos | Juegos Paralímpicos | Juegos Paralímpicos | Juegos Paralímpicos |
| Año                 | Lugar               | Medalla             | Prueba              |
| ------------------- | ------------------- | ------------------- | ------------------- |
| 1992                | Barcelona (España)  | Medalla de plata    | Jabalina THW7       |